# Bagrat de Klarjéthie
Bagrat de Klarjéthie, ou Bagrat d'Artanoudji, est un prétendant au trône de Géorgie et un roi auto-proclamé de Klarjéthie du XIe siècle.
Fils de Soumbat de Klarjéthie, qui s'est révolté contre le roi Bagrat III de Géorgie et s'est auto-proclamé avec son frère Gourgen roi de Klarjéthie, il se réfugie à Constantinople lors de la mort de son oncle en 1012, avec son cousin Démétrè.